# Beauty
"Beauty" är en sång från 1996 av det amerikanska hårdrock / glam metalbandet Mötley Crüe. Den skrevs av Nikki Sixx, Tommy Lee och Scott Humphrey. Den finns med på albumet Generation Swine, och släpptes även som singel 1997.
"Beauty" nådde en trettiosjunde (#37) placering på US Mainstream Rock.